# روبر كوريا
روبر كوريا (بالإسبانية: Roberto Antonio Correa Silva) هو لاعب كرة قدم إسباني في مركز الدفاع، ولد في 20 سبتمبر 1992 في بطليوس في إسبانيا. لعب مع إسبانيول ب وإسبانيول ورايو فايكانو ب ورايو فايكانو ونادي إلتشي.

## وصلات خارجية
- روبر كوريا على موقع قاعدة بيانات كرة القدم.إي يو (الإنجليزية)
- روبر كوريا على موقع Soccerway.com (الإنجليزية)
- روبر كوريا على موقع عالم كرة القدم.نت (الإنجليزية)
- روبر كوريا على موقع AS.com (الإسبانية)